# Hard & Hot (Best of Bon Jovi)
Hard & Hot (Best of Bon Jovi), è una raccolta della band statunitense Bon Jovi pubblicata esclusivamente in Australia per la prima volta il 2 dicembre 1991. L'album contiene brani della band tratti dai loro primi 3 album in studio, Bon Jovi, 7800° Fahrenheit e Slippery When Wet.

## Tracce
1. Shot Through the Heart – 4:25
2. Runaway – 3:50
3. She Don't Know Me – 4:02
4. Breakout – 5:23
5. In and Out of Love – 4:26
6. King of the Mountain – 3:54
7. Tokyo Road – 5:41
8. Always Run to You – 5:00
9. (I Dont Wanna Fall) To The Fire – 4:27
10. You Give Love a Bad Name – 3:42
11. Livin' on a Prayer – 4:09
12. Wanted Dead or Alive – 5:08
13. I'd Die for You – 4:30
14. Never Say Goodbye – 4:48

## Formazione
- Jon Bon Jovi - voce solista, chitarra acustica
- Richie Sambora - chitarre, cori
- Tico Torres - batteria, percussioni
- David Bryan - tastiere, cori
- Alec John Such - basso elettrico, cori